# Блэнкс, Билли
Билли Блэнкс (англ. Billy Blanks) — американский актёр, чемпион по боевым искусствам.

## Краткая биография
Родился в городе Эри (штат Пенсильвания)
Четвёртый из пятнадцати детей в семье.
Родители: Айзек (Isaac) и Мэйбилайн (Maybeline) Блэнкс.
Брат: актёр Майкл Блэнкс.
Родился с аномалией тазобедренных суставов, которая ограничивала подвижность ног. Однако болезнь не ослабила его боевой дух, он не сдался и благодаря своему напористому характеру нашёл в себе силы преодолеть недуг и достигнуть много в жизни и в спорте. В частности, вдохновил Блэнкса образ Брюса Ли.
Женился на своей однокласснице Гейл. У них двое детей, Шелли и Билли младший.
Билли Блэнкс — тренер международного класса, обладатель чёрного пояса седьмой степени в тхэквондо, семикратный чемпион мира по карате, а также обладатель чёрных поясов в 5 различных боевых искусствах. Был капитаном сборной команды США по карате. В 1975 году стал первым обладателем звания Amateur Athletic Union Champion. Был введён в Зал славы чёрного пояса в 1982 году.
C 1986 Билли снимается в ряде различных фильмов и является главным постановщиком всех боевых сцен, среди которых известные всем советским (и затем российским) любителям видео: Самоволка (1990), Когти орла (1992), Полицейский двухтысячного года (1993), Крутой и смертоносный (1995), Баланс сил (1996) и др.
В 1989 году Билли основывает Всемирный тренинг-центр Билли Блэнкса в Шерман Оакс (Калифорния), в котором преподаёт разработанную им методику аэробики тай-бо (гибрид аэробики, бокса и тхэквондо, которым занимаются под музыку). Вскоре данный вид фитнеса становится таким популярным, что оставляет далеко позади классическую и степ-аэробику.

## Фильмография

### Актёр
1. 1986 — Удар ниже пояса (Low Blow) / Guard
2. 1989 — Движущая сила (Driving Force) / Pool
3. 1989 — Кровавый кулак (Bloodfist) / Чёрная роза
4. 1989 — Танго и Кэш (Tango & Cash) / бандит в тюрьме, в титрах не указан
5. 1990 — Король Кикбоксеров (The King of the Kickboxers) / Хан
6. 1990 — Самоволка ( Lionheart) / легионер-негр
7. 1991 — Чайна О’Брайен 2 (China O’Brien II) / Baskin’s Fighter #1, в титрах не указан
8. 1991 — Последний бойскаут (The Last Boy Scout) / Билли Коул {| | |}
9. 1991 — Бомба замедленного действия (Timebomb) / мистер Браун
10. 1991—1993 — Улицы Правосудия (сериал) (Street Justice) / Tsiet Na Champion
11. 1992 — Мастер (Long xing tian xia) / чернокожий бандит, в титрах не указан
12. 1992 — Когти орла (Talons of the Eagle) / Tyler Wilson
13. 1992 — Zhan long zai ye (Неукротимый) / Билли

1. 1993 — Полицейский двухтысячного года (TC 2000) / Jason Storm
2. 1993 — Окончательное решение (Showdown) / Billy
3. 1993 — Снова в бой (Back in Action) / Billy
4. 1994—2009 — Скорая помощь (телесериал) (ER) / Kickboxing Instructor
5. 1995 — Крутой и смертоносный (Tough and Deadly) / John Portland
6. 1995 — Пощады не будет (Expect No Mercy) / Justin Vanier
7. 1996 — Баланс сил (Balance of Power) / Niko
8. 1997 — Целуя девушек (Kiss the Girls) / Kickboxing Instructor
9. 1997—1999 — Солдаты удачи (сериал) (Soldier of Fortune, Inc.)
10. 1997 — Нападение на Остров Дьявола (ТВ) (Assault on Devil’s Island) / Creagan
11. 1998—2004 — Площади Голливуда (сериал) (Hollywood Squares) / Guest Appearance
12. 1998—2000 — Китайский городовой (сериал) (Martial Law) / Travis King
13. 2004—2008 — Neo the Office Chuckler (сериал)
14. 2007 — Dance Club: The Movie / Dance Club Dancer
15. 2024 — Последние кумите

### Актёр: Играет самого себя
1. 1991 — Hollywood Stuntmakers (сериал)
2. 1992—1999 — Мелроуз Плэйс (сериал) (Melrose Place)
3. 1995 — Энциклопедия боевых искусств: Звезды Голливуда (Encyclopedia of Martial Arts: Hollywood Celebrities)
4. 1996—2003 — Сабрина — маленькая ведьма (сериал) (Sabrina, the Teenage Witch)
5. 1997—2009 — E! Правдивая голливудская история (сериал) (E! True Hollywood Story)
6. 1997—1999 — Любовь и тайны Сансет Бич (сериал) (Sunset Beach)
7. 1998 — Masters of the Martial Arts Presented by Wesley Snipes (ТВ)
8. 2004—2006 — Шоу Тони Данца (сериал) (The Tony Danza Show)
9. 2008 — American Grandmaster: The Life and Death of Mr. Parker